# Colleen Lake (Antarktika)
Colleen Lake (auch Lake Colleen und Foam Lake) ist ein etwa 1 km × 0,5 km großer Schmelzwassersee im antarktischen Victorialand. Er liegt etwa 3,5 Kilometer östlich des Péwé Peak im oberen Garwood Valley, zwischen den unteren Abschnitten des Joyce-Gletschers und des Garwood-Gletschers. Der See entstand durch die Blockade abfließenden Schmelzwassers aus dem oberen Teil des Tals durch den Fuß des Garwood-Gletschers.
Der See wurde vom Boden aus erstmals am 14. Januar 1958 während der Operation Deep Freeze III vom US-Geologen Troy L. Péwé (1918–1999) entdeckt. Er gab ihm den irischen Namen Colleen, da der See den vielen klaren, spiegelnden Seen Irlands ähnelt. 1994 schlug das New Zealand Geographic Board (NZGB) den Namen Foam Lake (Schaumsee) vor, da sich am westlichen Ende des Sees oft brauner Schaum sammelt. Das Board on Geographic Names (BGN) gab diesem Vorschlag 1995 statt, zog den Beschluss jedoch 1999 als Irrtum wieder zurück, wodurch der See wieder den ursprünglichen Namen zurückerhielt.